# Andrine Flemmen
Andrine Flemmen (Molde, 29 dicembre 1974) è un'ex sciatrice alpina norvegese.
Gigantista di buon livello in attività tra la fine degli anni 1990 e l'inizio del decennio successivo, ottenne in carriera tre vittorie in Coppa del Mondo, tutte in slalom gigante. Raggiunse l'apice della carriera vincendo la medaglia d'argento, sempre nella medesima specialità, in occasione dei Mondiali disputati nel 1999 a Vail/Beaver Creek, negli Stati Uniti.

## Biografia

### Stagioni 1993-1998
La Flemmen, originaria di Bergen, debuttò in campo internazionale ai Mondiali juniores di Monte Campione/Colere 1993 e ottenne il primo piazzamento in Coppa del Mondo il 17 gennaio 1994 a Cortina d'Ampezzo, in supergigante (51ª). In quella stessa stagione ottenne il suo miglior piazzamento di carriera nella classifica generale di Coppa Europa, 3ª, e vinse la classifica di supergigante. Due anni dopo nel circuito continentale s'impose invece nella classifica di slalom gigante.
Esordì ai Campionati mondiali in occasione della rassegna iridata di Sestriere 1997, dove fu 10ª nello slalom gigante e non concluse lo slalom speciale. All'inizio della stagione successiva, il 21 novembre 1997 a Park City, colse il suo primo podio in Coppa del Mondo: 3ª in slalom gigante; in seguito debuttò ai Giochi olimpici invernali: a Nagano 1998 si classificò 10ª nello slalom gigante e non concluse lo slalom speciale.

### Stagioni 1999-2006
Il 24 ottobre 1998 ottenne a Sölden la sua prima vittoria in Coppa del Mondo, sempre in slalom gigante; successivamente partecipò ai Mondiali di Vail/Beaver Creek 1999, dove vinse la medaglia d'argento nella medesima specialità e si classificò 4ª nello slalom speciale. Quella stagione fu anche la sua migliore in Coppa del Mondo, con il 9º posto nella classifica generale e il 3º in quella di slalom gigante. Sempre in slalom gigante ai Mondiali di Sankt Anton am Arlberg 2001 fu 12ª; nel 2002 ottenne la sua ultima vittoria in Coppa Europa, il 17 gennaio a Sankt Sebastian, e partecipò ai XIX Giochi olimpici invernali di Salt Lake City 2002, sua ultima presenza olimpica, senza concludere la prova.
Il 26 ottobre 2002 colse ancora a Sölden la sua ultima vittoria, nonché ultimo podio, in Coppa del Mondo, sempre in slalom gigante; un mese dopo, il 28 novembre a Ål, arrivò l'ultimo podio in Coppa Europa (3ª). Nella stessa stagione si congedò anche dalle rassegne iridate, con il 9º posto ottenuto a Sankt Moritz 2003. La sua ultima gara in Coppa del Mondo fu lo slalom gigante di Hafjell/Kvitfjell del 5 marzo 2006, non concluso; la Flemmen si congedò dal Circo bianco in occasione dei Campionati norvegesi 2006, il 25 marzo successivo.

## Palmarès

### Mondiali
- 1 medaglia:
  - 1 argento (slalom gigante a Vail/Beaver Creek 1999)

### Coppa del Mondo
- Miglior piazzamento in classifica generale: 9ª nel 1999
- 11 podi:
  - 3 vittorie (in slalom gigante)
  - 3 secondi posti (in slalom gigante)
  - 5 terzi posti (4 in slalom gigante, 1 in combinata)

#### Coppa del Mondo - vittorie
| Data             | Località        | Paese       | Specialità |
| ---------------- | --------------- | ----------- | ---------- |
| 24 ottobre 1998  | Sölden          | Austria     | GS         |
| 21 novembre 2001 | Copper Mountain | Stati Uniti | GS         |
| 26 ottobre 2002  | Sölden          | Austria     | GS         |

Legenda:

GS = slalom gigante

### Coppa Europa
- Miglior piazzamento in classifica generale: 3ª nel 1994
- Vincitrice della classifica di supergigante nel 1994
- Vincitrice della classifica di slalom gigante nel 1996
- 12 podi (dati dalla stagione 1994-1995):
  - 2 vittorie
  - 5 secondi posti
  - 5 terzi posti

#### Coppa Europa - vittorie
| Data            | Località        | Paese    | Specialità |
| --------------- | --------------- | -------- | ---------- |
| 6 dicembre 2001 | Ål              | Norvegia | GS         |
| 17 gennaio 2002 | Sankt Sebastian | Austria  | GS         |

Legenda:

GS = slalom gigante

### Campionati norvegesi
- 34 medaglie (dati dalla stagione 1993-1994)[1]:
  - 21 ori (supergigante, combinata nel 1994; supergigante nel 1995; supergigante, slalom gigante nel 1996; slalom gigante nel 1997; slalom gigante, combinata nel 1998; discesa libera, supergigante, slalom gigante, combinata nel 1999; supergigante, slalom gigante, combinata nel 2000; slalom gigante nel 2002; supergigante, slalom gigante nel 2003; supergigante, slalom gigante, combinata nel 2004)[2]
  - 4 argenti (slalom gigante[senza fonte] nel 1994; supergigante nel 1997; discesa libera nel 2000; discesa libera nel 2004)
  - 9 bronzi (discesa libera[senza fonte] nel 1994; slalom gigante, combinata[senza fonte] nel 1995; discesa libera nel 1996; slalom speciale, combinata[senza fonte] nel 1997; discesa libera, slalom speciale nel 1998; slalom speciale nel 1999)